# 溪头秋海棠
溪头秋海棠（学名：Begonia chitoensis）为秋海棠科秋海棠属的植物，为台灣特有植物，目前已由人工引种栽培。海拔分布於台灣500-2,000 m的山區。本種形態與台灣其它種類之秋海棠最大區別在於果實上具有一碩大而呈現廣橢圓形至圓形之背軸翼。